# هجوم الشانزلزيه 2017
هجوم الشانزلزيه 2017 هو هجوم مسلح وقع في 20 أبريل 2017 في جادة الشانزلزيه بالعاصمة الفرنسية باريس، حيث تعرض ضباط من الشرطة الفرنسية لإطلاق نار من طرف مسلح مجهول كان يحمل سلاح كلاشنكوف. قتل على إثر ذلك ضابط وأصيب إثنين آخرين بجروح خطيرة وجرحت امرأة كذلك، فيما تمكنت الشرطة من قتل المهاجم.
تبنى تنظيم الدولة الإسلامية (داعش) الهجوم.

## خلفية
جاء الهجوم في وقت شهدت فيه فرنسا موجة من الهجمات الإرهابية أعنفها كانت هجمات نوفمبر 2015 في باريس من جهة. ومن جهة أخرى اقتراب الانتخابات الرئاسية الفرنسية 2017. حيث وقع قبل 3 أيام من انطلاق المرحلة الأولى من الانتخابات. وقد اعتبر الهجوم إرهابيا ومتعلقا بالجريمة المنظمة.

## منفذ الهجوم
قالت وكالة أعماق التابعة لتنظيم الدولة الإسلامية: «منفذ الهجوم في منطقة الشانزيليزيه وسط باريس هو أبو يوسف البلجيكي وهو أحد مقاتلي الدولة الإسلامية».

## ردود الفعل

### المحلية
- فرنسا: دعا الرئيس الفرنسي فرانسوا أولاند إلى عقد اجتماع أمني طارئ في قصر الإليزيه.

### الدولية
- الولايات المتحدة: عقب الهجوم قال الرئيس الأمريكي دونالد ترامب؛ الذي كان يعقد اجتماعا مع رئيس الوزراء الإيطالي باولو جينتيلوني، «هذه المسائل لا تنتهي ويجب علينا أن نكون أقوياء ويقظين» وعبّر عن تعازيه للشعب الفرنسي.
- ألمانيا: قدمت المستشارة الألمانية أنجيلا ميركل تعازيها لعائلات الضحايا.[7]

## مقالات ذات صلة
- قائمة الحوادث الإرهابية في أبريل 2017